# Zeche Sonntagskind
Die Zeche Sonntagskind (auch Grube Sonntagskind) ist eine ehemalige Braunkohlenzeche im heutigen Wuppertaler Stadtbezirk Vohwinkel.
Bis in die 1920er Jahre soll in der Zeche noch Braunkohle gefördert worden sein. Die Braunkohle aus Vohwinkel wurde vorrangig beim Betrieb von Dampfkesseln verheizt, teils wurde sie auch zu Briketts verarbeitet. In der Nachkriegszeit (1945/48) sollen sich Anwohner noch mit Braunkohle aus der Zeche versorgt haben.
Die Zeche befand sich auf dem Gelände Vohwinkeler Straße 99, das nun der Ferd. von Hagen Söhne & Koch GmbH & Co. KG (HAKO) gehört. Dabei erstreckte sich das Zechengelände bis zur Ludwig-Richter-Straße (damals unter dem Namen Kurfürstenstraße) und der heutigen Haaner Straße. Die Anlage bestand aus drei Sohlen, die durch einen 60 Meter langen, schräg eingetriebenen Stollen erreicht wurden. Über ein Maschinenhaus wurden die Förderwagen aus dem Stollen gezogen. Die Firma HAKO ist im Besitz eines Lageplanes der Anlage. Als Foto ist nur ein Motiv aus dem Jahr 1926 bekannt, das den verlassenen Stolleneingang zeigt.
Das Lager der Braunkohle besitzt eine Länge von 500 m und eine Breite von 50 m. Die Mächtigkeit schwankt und erreicht örtlich 50 m.